# سيرهي ليشتشوك
سيرهي ليشتشوك (بالأوكرانية: Ліщук Сергій Володимирович) مواليد 31 مارس 1982 في روفنو، الجمهورية الأوكرانية السوفيتية الاشتراكية، هو لاعب كرة سلة أوكراني. بدأ مسيرته الاحترافية في سنة 1998. تم اختياره من قبل فريق ميمفيس غريزليس خلال الدرافت. يبلغ طوله 6 قدم 10 3⁄4 بوصة (2.1 م).

## المسيرة الاحترافية
لعب مع نادي أزوفماش لكرة السلة من سنة 2005 إلى 2009، ثم لعب مع فالنسيا باسكت في الدوري الإسباني من سنة 2009 إلى 2015، ثم لعب مع سي بي مورسيا في موسم 2015–2016.

## إحصائيات المسيرة

### الدوري الأوروبي
| السنة   | الفريق        | لعب | بدأ | دقيقة | ميداني% | ثلاثية | حرة  | ارتداد | صنع | استلاب | تصدي | نقطة | أداء |
| ------- | ------------- | --- | --- | ----- | ------- | ------ | ---- | ------ | --- | ------ | ---- | ---- | ---- |
| 2010–11 | فالنسيا باسكت | 21  | 3   | 16.2  | .443    | .333   | .536 | 4.9    | .4  | .3     | .9   | 6.3  | 6.9  |
| 2014–15 | فالنسيا باسكت | 6   | 3   | 12.2  | .333    | .000   | .667 | 2.5    | .2  | .2     | .2   | 3.0  | .8   |
| المسيرة |               | 27  | 6   | 15.3  | .419    | .333   | .565 | 4.4    | .4  | .3     | .7   | 5.6  | 5.5  |

## روابط خارجية
- سيرهي ليشتشوك على موقع الاتحاد الدولي لكرة السلة (الإنجليزية)
- سيرهي ليشتشوك على موقع الدوري الأوروبي لكرة السلة (الإنجليزية)
- سيرهي ليشتشوك على موقع سبورتس رفرنس (الإنجليزية)
- سيرهي ليشتشوك على موقع الدوري الإسباني لكرة السلة (الإسبانية)
- سيرهي ليشتشوك على موقع كرة السلة الأوروبية.كوم (الإنجليزية)
- سيرهي ليشتشوك على موقع DraftExpress.com (الإنجليزية)
- سيرهي ليشتشوك على موقع ريلجم (الإنجليزية)
- سيرهي ليشتشوك على موقع بروبوليرز (الإنجليزية)
- سيرهي ليشتشوك على موقع سبورتس رفرنس (الإنجليزية)